# ليكومينج أو 235
ليكومينغ أو-235 هي مجموعة محركات طائرات مسطحة رباعية، تُبرد بالهواء. تتراوح قدرتها بين 100 إلى 135 حصان (75 إلى 101 كيلو وات. طُورت من ليكومينغ أو 233.
استُخدمت محركات ليكومنيج في العديد من الطائرات مثل سيسنا 152 وجرومان أمريكان ايه ايه-1 وبيتشكرافت سكيبر 77، وبايبر بي ايه 38 تومهاوك وطائرة أمريكان تشامبيون سيتابريا وبايبر بي ايه 16 كليبر وبايبر بي ايه_22_108 كولت (بايبر بي ايه 20 بيسر).

## التطوير
جُهزت كل المحركات بمكربن ومغناطيس إشعال مزدوج، وبلغت سعتها 3.82 لتراً. اعتُمد أول محرك أو 235 في 11 فبراير 1942.
طُور محرك أو 235 إلى المحرك الأخف وزناً ليكومينغ أي أو 233 للاستخدام في الطائرات الرياضية الخفيفة.

## الطرازات
- أو_235_سي 1: بلغت قدرته 115 حصاناً (86 كيلو وات) عند 2800 دورة/دقيقة، وكان وزنه الصافي 112 كجم. استُخدم لتشغيل المضخات ووالجرارات الزراعية والطائرات.
- أو_235_سي 1 ايه: بلغت قدرته 100 حصاناً (75 كيلو وات) عند 2450 دورة/دقيقة، وكان وزنه الصافي 107 كجم. يُشبه الطراز أو_235_سي 1 فيما عدا توقيت الإشعال وسرعته الدورانية وقدرته أقل.
- أو_235_سي 1 بي: بلغت قدرته 115 حصاناً (86 كيلو وات) عند 2800 دورة/دقيقة، وكان وزنه الصافي 111 كجم.
- أو_235_سي 1 سي: بلغت قدرته 108 حصاناً (81 كيلو وات) عند 2600 دورة/دقيقة، وكان وزنه الصافي 110 كجم.
- أو_235_سي 2 ايه: بلغت قدرته 115 حصاناً (86 كيلو وات) عند 2800 دورة/دقيقة، وكان وزنه الصافي 112 كجم.
- أو_235_سي 2 بي: بلغت قدرته 115 حصاناً (86 كيلو وات) عند 2800 دورة/دقيقة، وكان وزنه الصافي 111 كجم. يُشبه الطراز أو_235_سي 2 ايه،  فيما عدا أنه مزود بمغناطيسين اشعال طراز اس_1200.
- أو_235_سي 2 سي: بلغت قدرته 108 حصاناً (81 كيلو وات) عند 2600 دورة/دقيقة، و100 حصان عند 2400 دورة/دقيقة، وكان وزنه الصافي 111 كجم.
- أو_235_إي 1: بلغت قدرته 115 حصاناً (86 كيلو وات) عند 2800 دورة/دقيقة، وكان وزنه الصافي 113 كجم. يشبه الطراز أو_235_سي 1 فيما عدا أن عمود المرفق وعلبة المرافق يزودان مروحة دافعة ثابتة السرعة بزيت مضغوط.
- أو_235_إي 1 بي: بلغت قدرته 115 حصاناً (86 كيلو وات) عند 2800 دورة/دقيقة، وكان وزنه الصافي 113 كجم.
- أو_235_إي 2 ايه: بلغت قدرته 115 حصاناً (86 كيلو وات) عند 2800 دورة/دقيقة، وكان وزنه الصافي 113 كجم.
- أو_235_إي 2 بي: بلغت قدرته 115 حصاناً (86 كيلو وات) عند 2800 دورة/دقيقة، وكان وزنه الصافي 114 كجم.
- أو_235_إف 1: بلغت قدرته 125 حصاناً (93 كيلو وات) عند 2800 دورة/دقيقة، وكان وزنه الصافي 114 كجم.
- أو_235_إف 1 بي: بلغت قدرته 125 حصاناً (93 كيلو وات) عند 2800 دورة/دقيقة، وكان وزنه الصافي 113 كجم.
- أو_235_إف 2 ايه: بلغت قدرته 125 حصاناً (93 كيلو وات) عند 2800 دورة/دقيقة، وكان وزنه الصافي 113 كجم.
- أو_235_إف 2 بي: بلغت قدرته 125 حصاناً (93 كيلو وات) عند 2800 دورة/دقيقة، وكان وزنه الصافي 114 كجم.
- أو_235_جي 1: بلغت قدرته 125 حصاناً (93 كيلو وات) عند 2800 دورة/دقيقة، وكان وزنه الصافي 115 كجم. يشبه الطراز أو_235_إف 1 فيما عدا أنه يستخدم مروحة دافعة ثابتة السرعة.
- أو_235_جي 1 بي: بلغت قدرته 125 حصاناً (93 كيلو وات) عند 2800 دورة/دقيقة، وكان وزنه الصافي 114 كجم.
- أو_235_جي 2 ايه: بلغت قدرته 125 حصاناً (93 كيلو وات) عند 2800 دورة/دقيقة، وكان وزنه الصافي 115 كجم.
- أو_235_جي 2 بي: بلغت قدرته 125 حصاناً (93 كيلو وات) عند 2800 دورة/دقيقة، وكان وزنه الصافي 115 كجم. يشبه الطراز أو_235_جي 2 ايه فيما عدا أنه يستخدم مغناطيس إشعال من طراز مختلف.
- أو_235_جي 1: بلغت قدرته 125 حصاناً (93 كيلو وات) عند 2800 دورة/دقيقة، وكان وزنه الصافي 115 كجم. يشبه الطراز أو_235_إف 1 فيما عدا أنه يستخدم مروحة دافعة ثابتة السرعة.
- أو_235_إتش 2 سي: بلغت قدرته 108 حصاناً (81 كيلو وات) عند 2600 دورة/دقيقة، و100 حصاناً عند 2400 دورة/دقيقة،  وكان وزنه الصافي 110 كجم.
- أو_235_جيه 2 ايه: بلغت قدرته 125 حصاناً (93 كيلو وات) عند 2800 دورة/دقيقة، وكان وزنه الصافي 114 كجم.
- أو_235_جيه 2 بي: بلغت قدرته 125 حصاناً (93 كيلو وات) عند 2800 دورة/دقيقة، وكان وزنه الصافي 115 كجم.
- أو_235_كيه 2 ايه: بلغت قدرته 118 حصاناً (88 كيلو وات) عند 2800 دورة/دقيقة، وكان وزنه الصافي 114 كجم. يشبه الطراز أو_235_إف 2 ايه فيما عدا أن قدرته ونسبة الانضغاط أقل بالإضافة إلى اختلاف توقيت الإشعال.
- أو_235_كيه 2 بي: بلغت قدرته 118 حصان (88 كيلو وات) عند 2800 دورة/دقيقة، وكان وزنه الصافي 115 كجم. يشبه الطراز أو_235_إف 2 بي فيما عدا أن قدرته ونسبة الانضغاط أقل بالإضافة إلى اختلاف توقيت الإشعال.
- أو_235_كيه 2 سي: بلغت قدرته 115 حصاناً (86 كيلو وات) عند 2700 دورة/دقيقة، وكان وزنه الصافي 112 كجم.
- أو_235_إل 2 ايه: بلغت قدرته 118 حصاناً (88 كيلو وات) عند 2800 دورة/دقيقة، و115 حصان (86 كيلو وات) عند 2700 دورة/دقيقة، و112 حصان (84 كيلو وات) عند 2600 دورة/دقيقة، و110 حصان (82 كيلو وات) عند 2550 دورة/دقيقة، و105 حصان (78 كيلو وات) عند 2400 دورة/دقيقة. كان وزنه الصافي 114 كجم.
- أو_235_إل 2 سي: بلغت قدرته 115 حصاناً (86 كيلو وات) عند 2700 دورة/دقيقة، و112 حصان (84 كيلو وات) عند 2600 دورة/دقيقة، و110 حصان (82 كيلو وات) عند 2550 دورة/دقيقة، و105 حصان (78 كيلو وات) عند 2400 دورة/دقيقة. كان وزنه الصافي 113 كجم.
- أو_235_إم 1: بلغت قدرته 118 حصاناً (88 كيلو وات) عند 2800 دورة/دقيقة، و115 حصان (86 كيلو وات) عند 2700 دورة/دقيقة، و112 حصان (84 كيلو وات) عند 2600 دورة/دقيقة، و110 حصان (82 كيلو وات) عند 2550 دورة/دقيقة، و105 حصان (78 كيلو وات) عند 2400 دورة/دقيقة. كان وزنه الصافي 116 كجم.
- أو_235_إم 2 سي: بلغت قدرته 118 حصاناً (88 كيلو وات) عند 2800 ددورة/دقيقة، و115 حصان (86 كيلو وات) عند 2700 دورة/دقيقة، و112 حصان (84 كيلو وات) عند 2600 دورة/دقيقة، و110 حصان (82 كيلو وات) عند 2550 دورة/دقيقة، و105 حصان (78 كيلو وات) عند 2400 دورة/دقيقة. كان وزنه الصافي 114 كجم.
- أو_235_إم 3 سي: بلغت قدرته 118 حصاناً (88 كيلو وات) عند 2800 دورة/دقيقة، و115 حصان (86 كيلو وات) عند 2700 دورة/دقيقة، و112 حصان (84 كيلو وات) عند 2600 دورة/دقيقة، و110 حصان (82 كيلو وات) عند 2550 دورة/دقيقة، و105 حصان (78 كيلو وات) عند 2400 دورة/دقيقة. كان وزنه الصافي 114 كجم.
- أو_235_إن 2 ايه: بلغت قدرته 116 حصاناً (87 كيلو وات) عند 2800 دورة/دقيقة، و113 حصان (84 كيلو وات) عند 2700 دورة/دقيقة، و110 حصان (82 كيلو وات) عند 2600 دورة/دقيقة، و108 حصان (81 كيلو وات) عند 2550 دورة/دقيقة، و103 حصان (77 كيلو وات) عند 2400 دورة/دقيقة. كان وزنه الصافي 114 كجم.
- أو_235_إن 2 سي: بلغت قدرته 116 حصاناً (87 كيلو وات) عند 2800 دورة/دقيقة، و113 حصان (84 كيلو وات) عند 2700 دورة/دقيقة، و110 حصان (82 كيلو وات) عند 2600 دورة/دقيقة، و108 حصان (81 كيلو وات) عند 2550 دورة/دقيقة، و103 حصان (77 كيلو وات) عند 2400 دورة/دقيقة. كان وزنه الصافي 113 كجم.
- أو_235_بي 1: بلغت قدرته 116 حصاناً (87 كيلو وات) عند 2800 دورة/دقيقة، و113 حصان (84 كيلو وات) عند 2700 دورة/دقيقة، و110 حصان (82 كيلو وات) عند 2600 دورة/دقيقة، و108 حصان (81 كيلو وات) عند 2550 دورة/دقيقة، و103 حصان (77 كيلو وات) عند 2400 دورة/دقيقة. كان وزنه الصافي 116 كجم.
- أو_235_بي 2 ايه: بلغت قدرته 116 حصاناً (87 كيلو وات) عند 2800 دورة/دقيقة، و113 حصان (84 كيلو وات) عند 2700 دورة/دقيقة، و110 حصان (82 كيلو وات) عند 2600 دورة/دقيقة، و108 حصان (81 كيلو وات) عند 2550 دورة/دقيقة، و103 حصان (77 كيلو وات) عند 2400 دورة/دقيقة. كان وزنه الصافي 116 كجم.
- أو_235_بي 2 سي: بلغت قدرته 116 حصاناً (87 كيلو وات) عند 2800 دورة/دقيقة، و113 حصان (84 كيلو وات) عند 2700 دورة/دقيقة، و110 حصان (82 كيلو وات) عند 2600 دورة/دقيقة، و108 حصان (81 كيلو وات) عند 2550 دورة/دقيقة، و103 حصان (77 كيلو وات) عند 2400 دورة/دقيقة. كان وزنه الصافي 114 كجم.
- أو_235_بي 3 سي: بلغت قدرته 116 حصاناً (87 كيلو وات) عند 2800 دورة/دقيقة، و113 حصان (84 كيلو وات) عند 2700 دورة/دقيقة، و110 حصان (82 كيلو وات) عند 2600 دورة/دقيقة، و108 حصان (81 كيلو وات) عند 2550 دورة/دقيقة، و103 حصان (77 كيلو وات) عند 2400 دورة/دقيقة. كان وزنه الصافي 114 كجم.

## التطبيقات

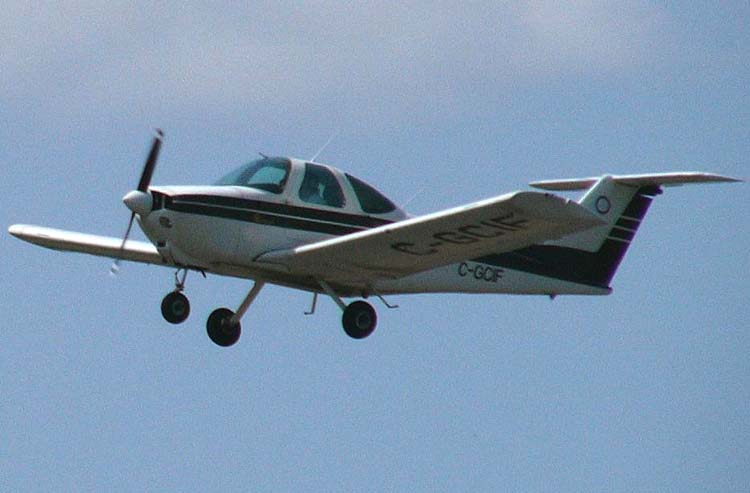
بيتشكرافت سكيبر

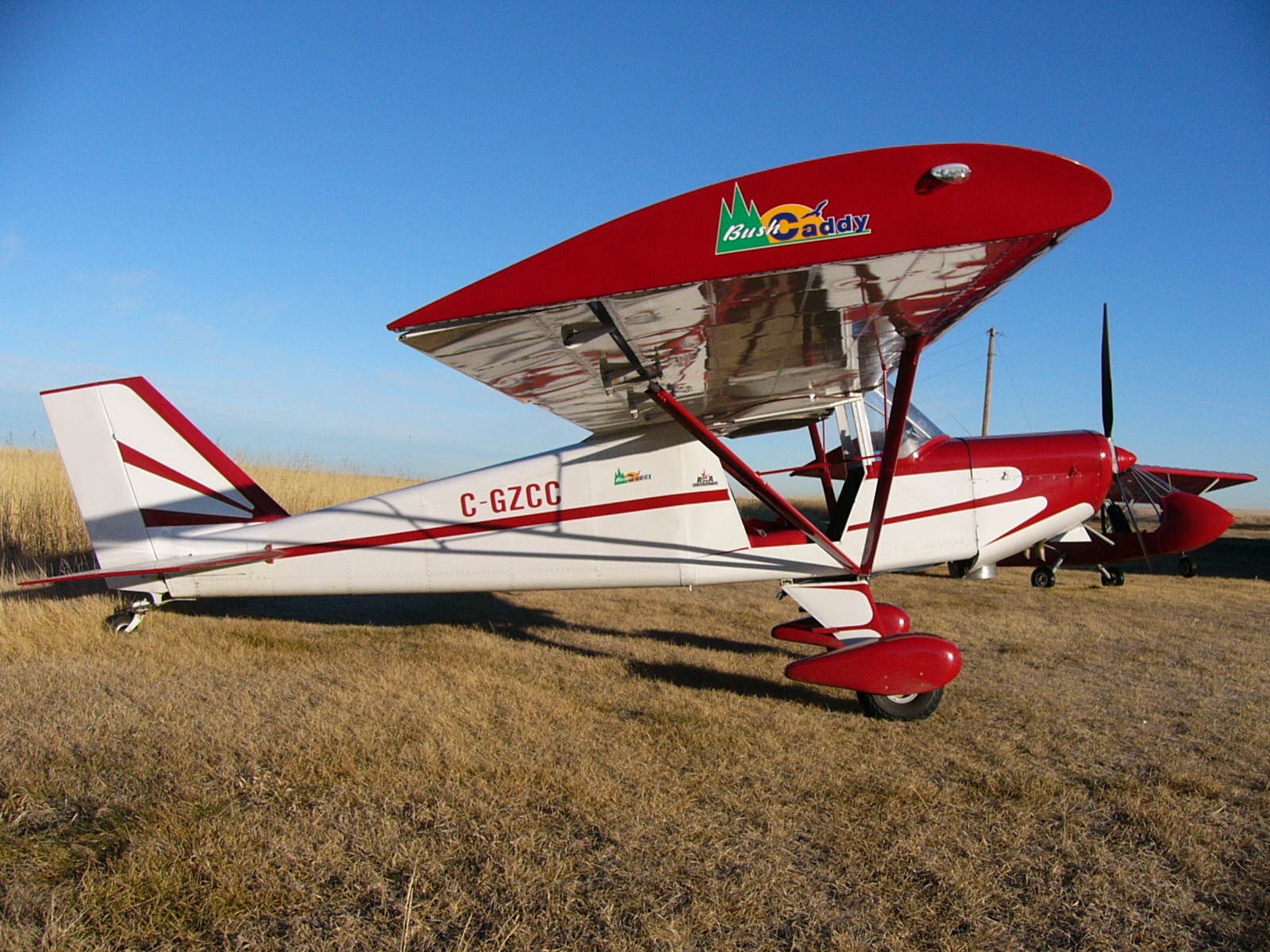
بوشكادي أر 120

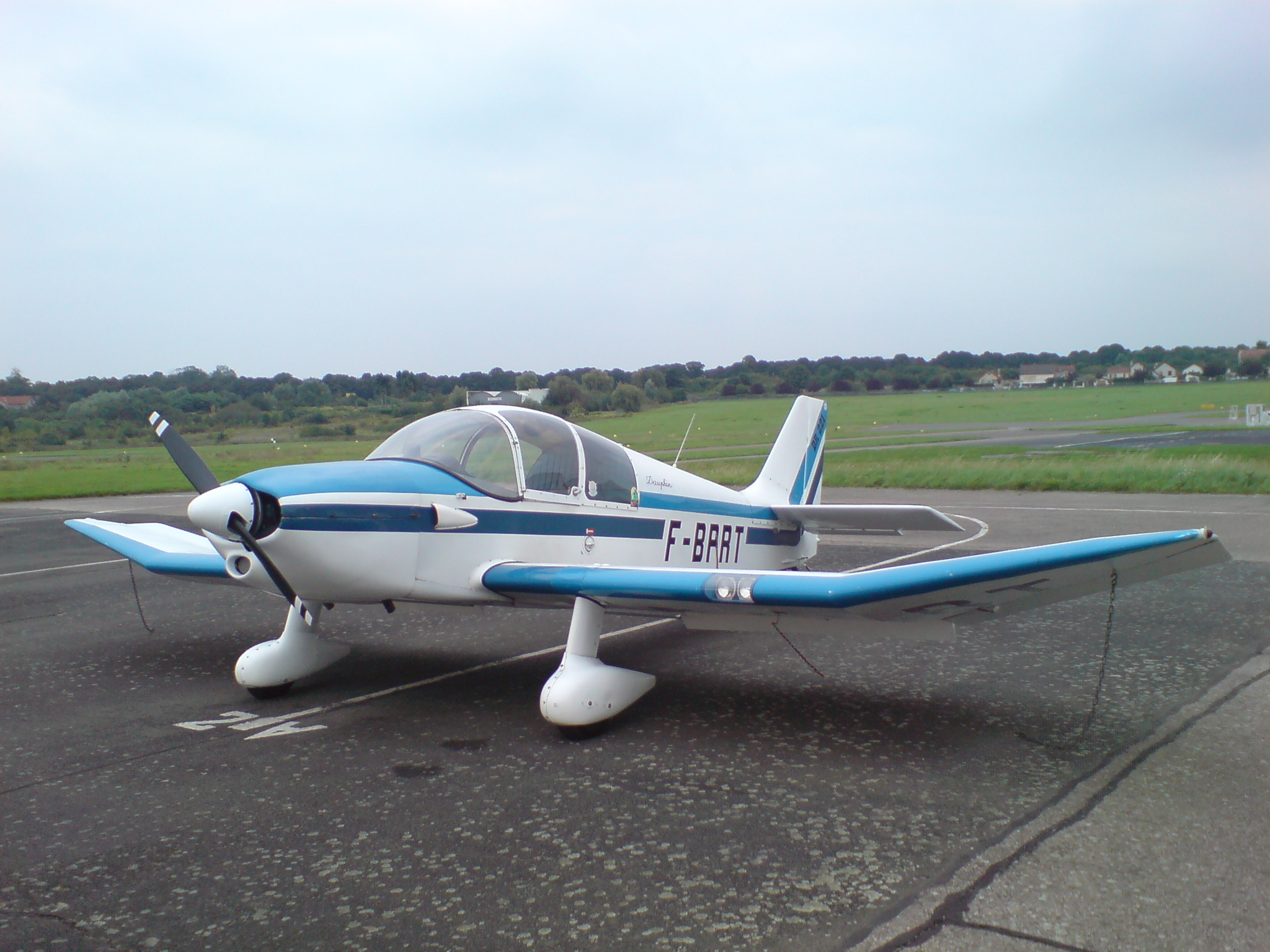
روبن دي أر 200

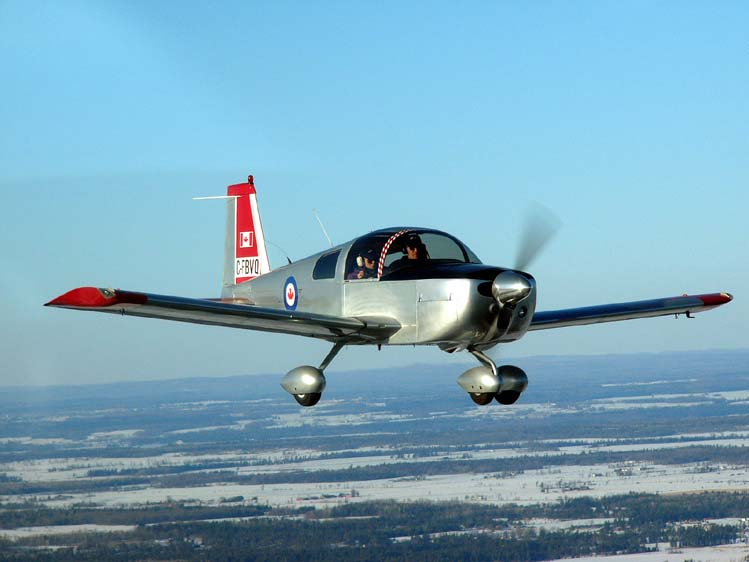
غرومان أمريكان إيه إيه-1

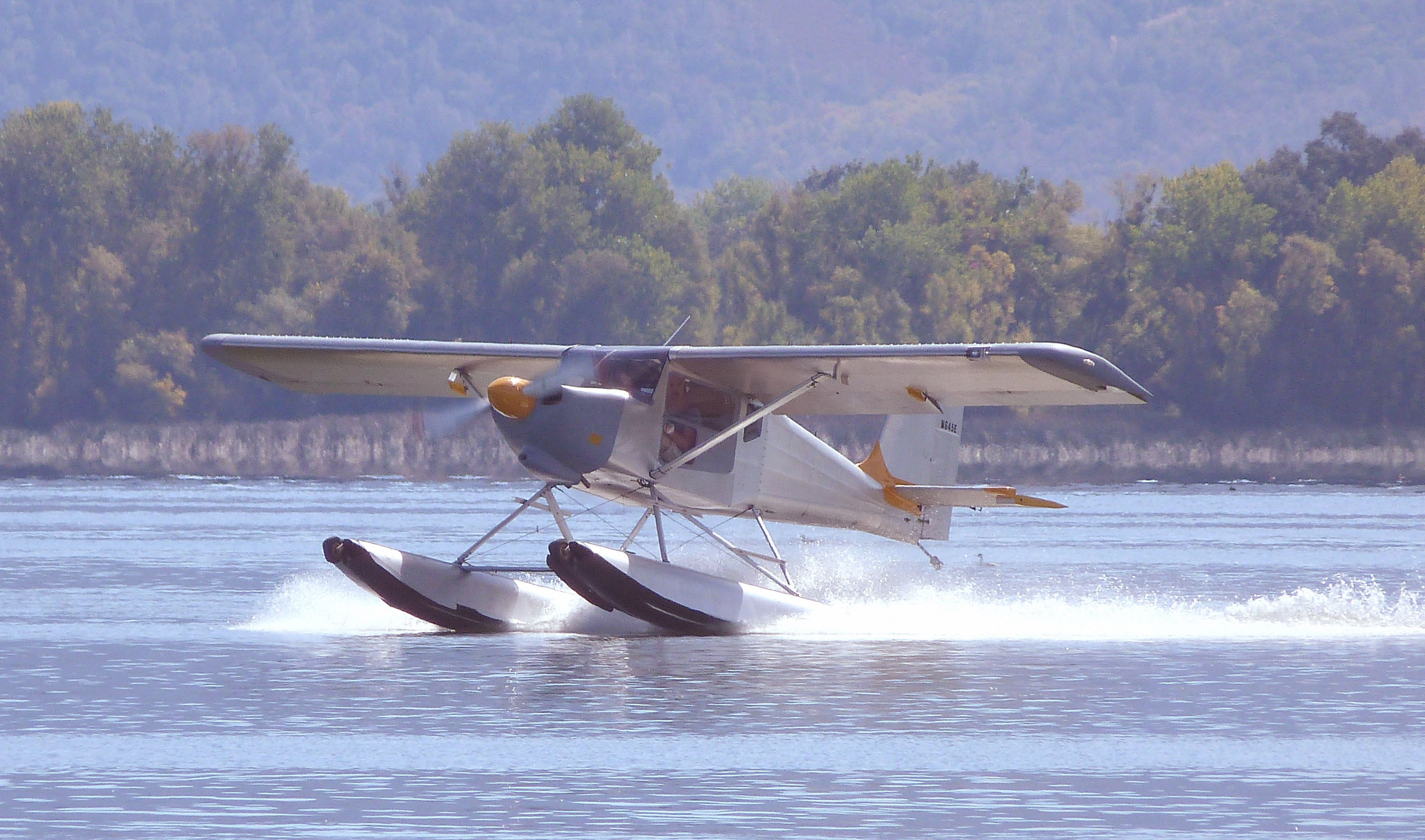
ميرفي إيليت

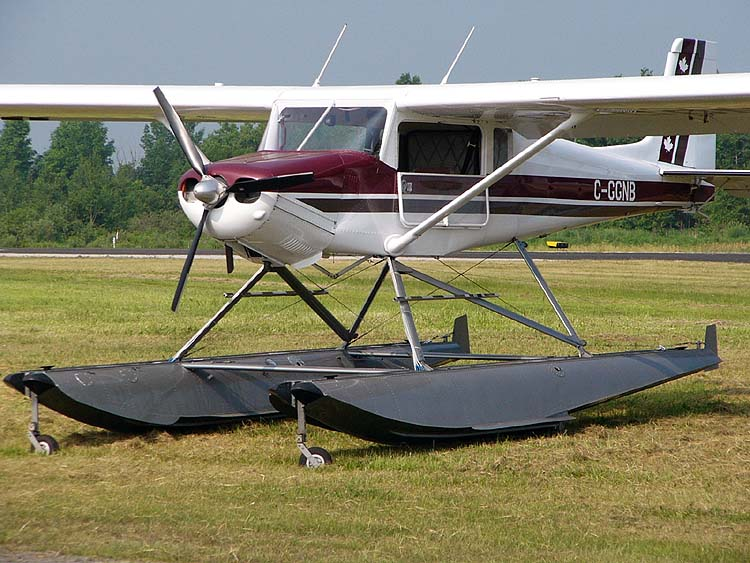
ميرفي ريبل

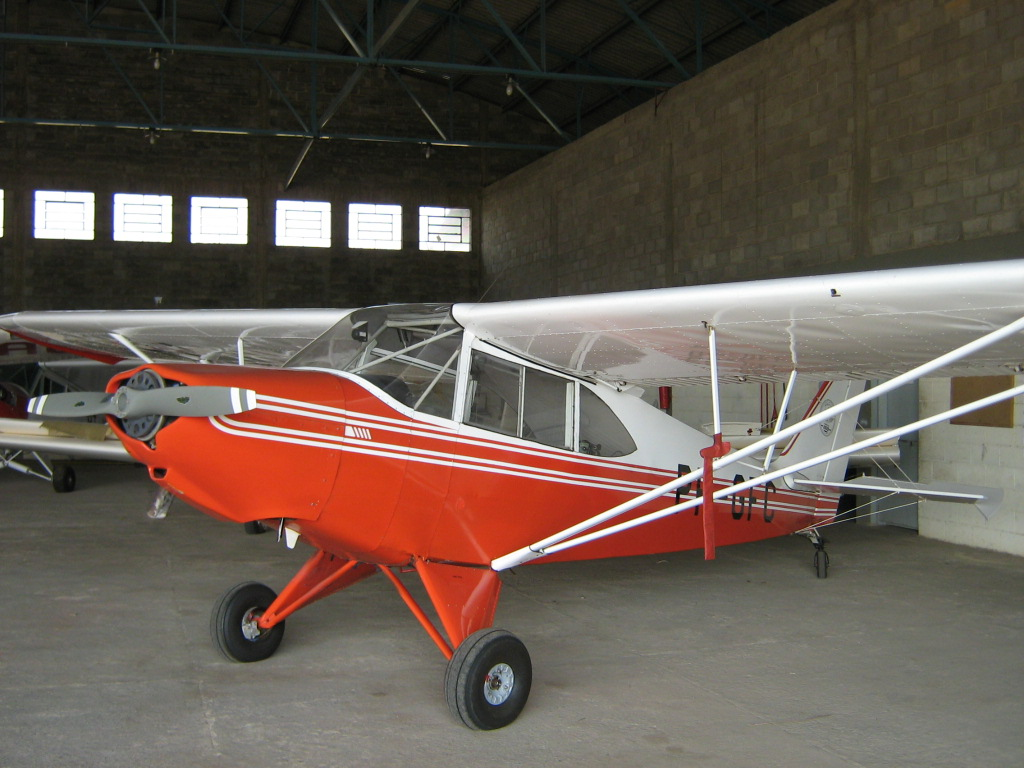
ايرو بويرو إيه بي-115
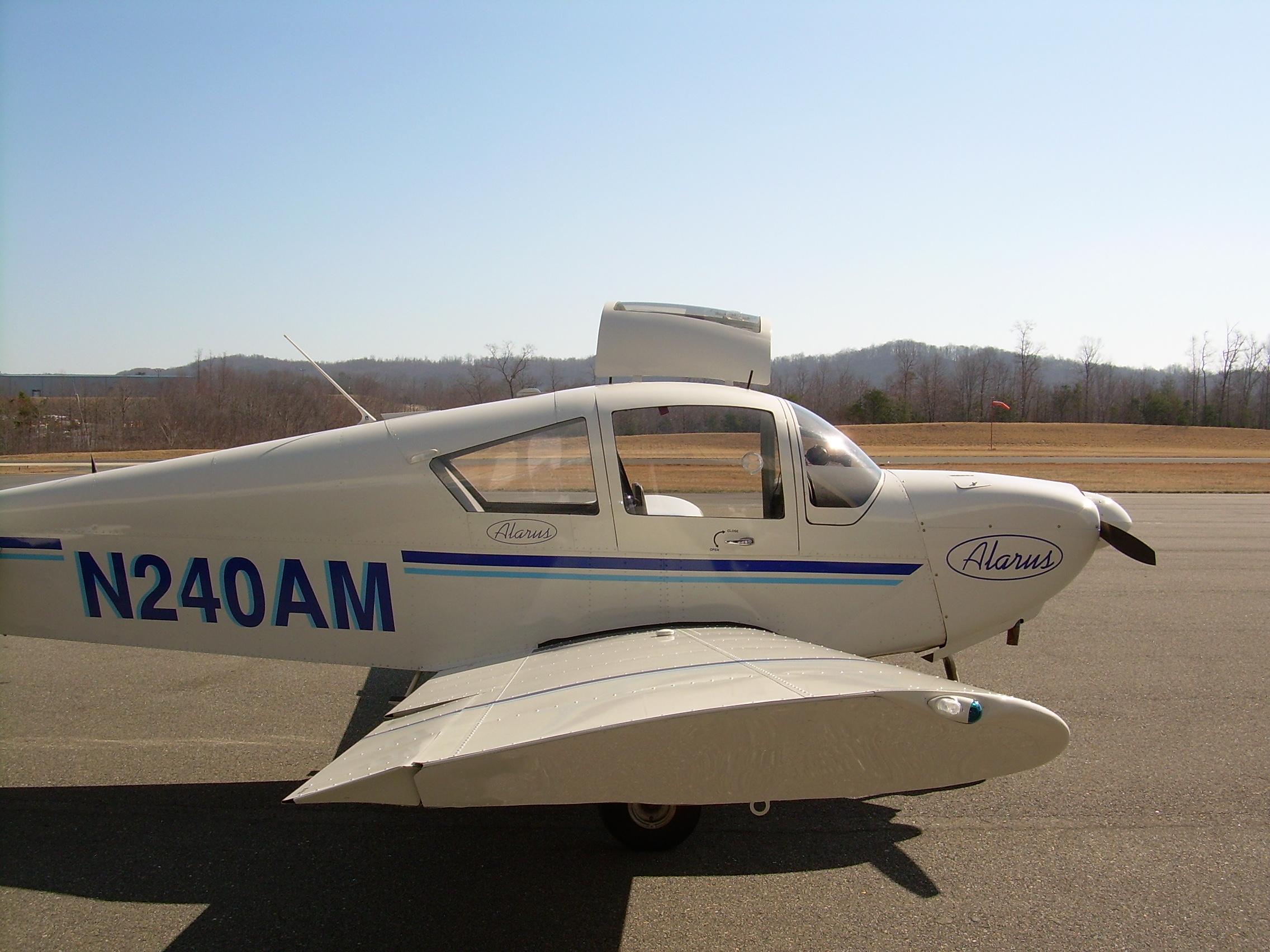
ايه إم دي ألورس
- ايه أر في جريفين
- بيتشكرافت سكيبر
- بوشكادي أر 120
- روبن دي أر 200
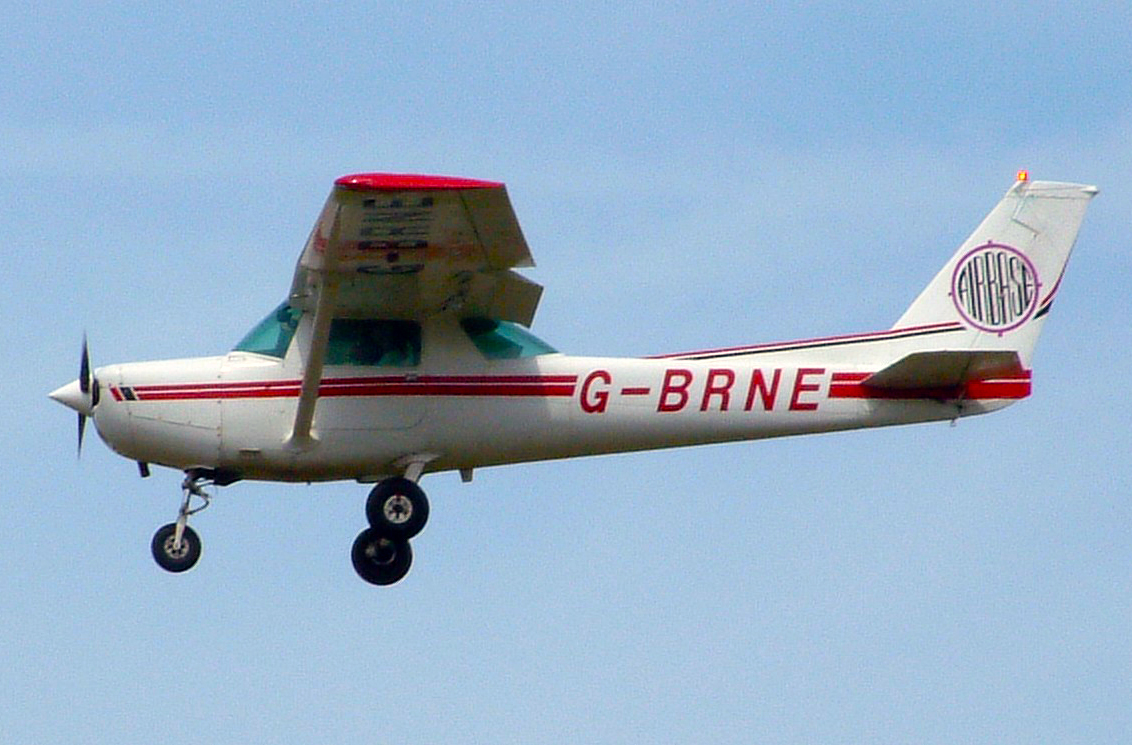
سيسنا 152
- كريكوت ستورش
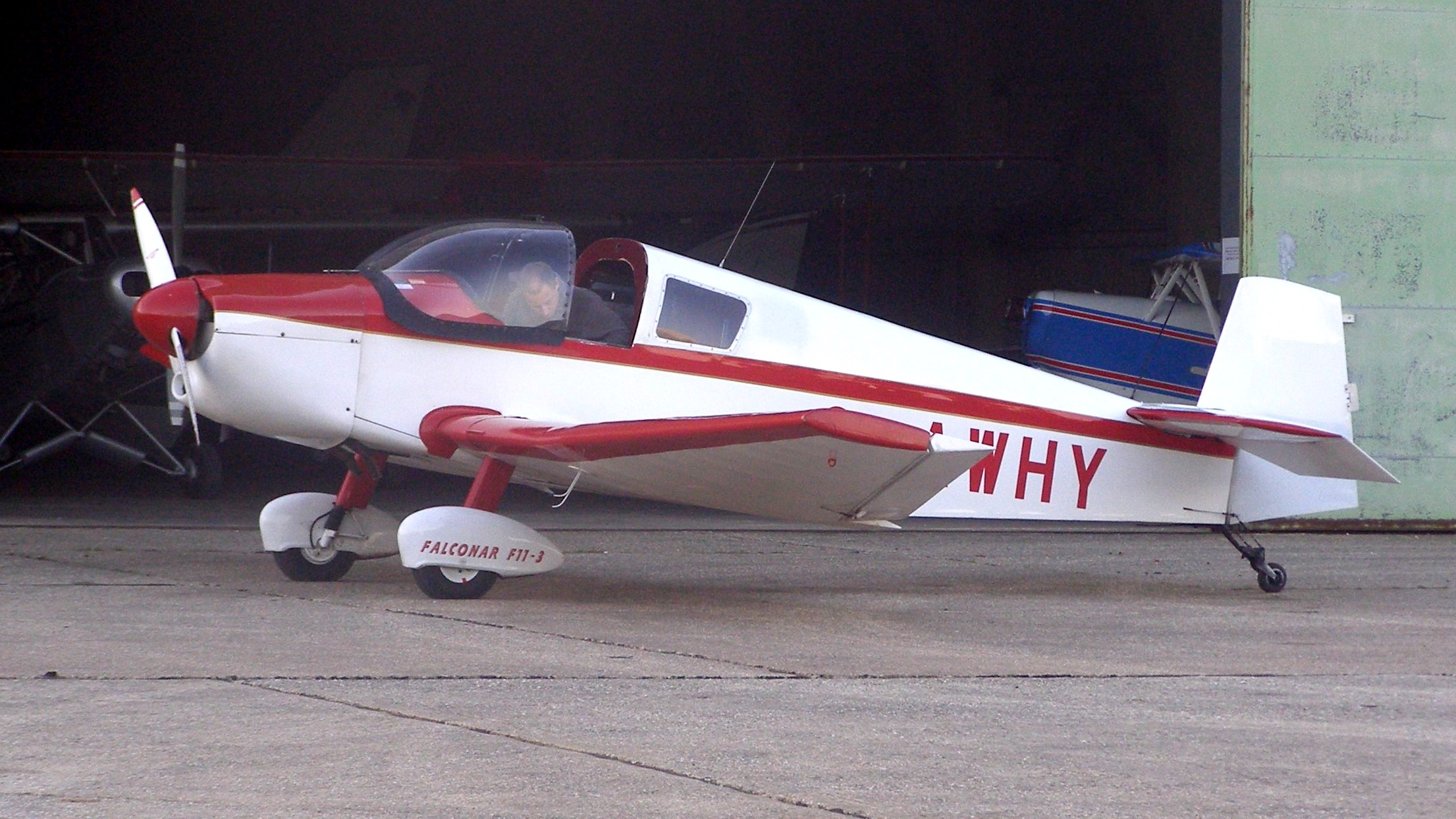
فالكونار إف 11 الرياضية
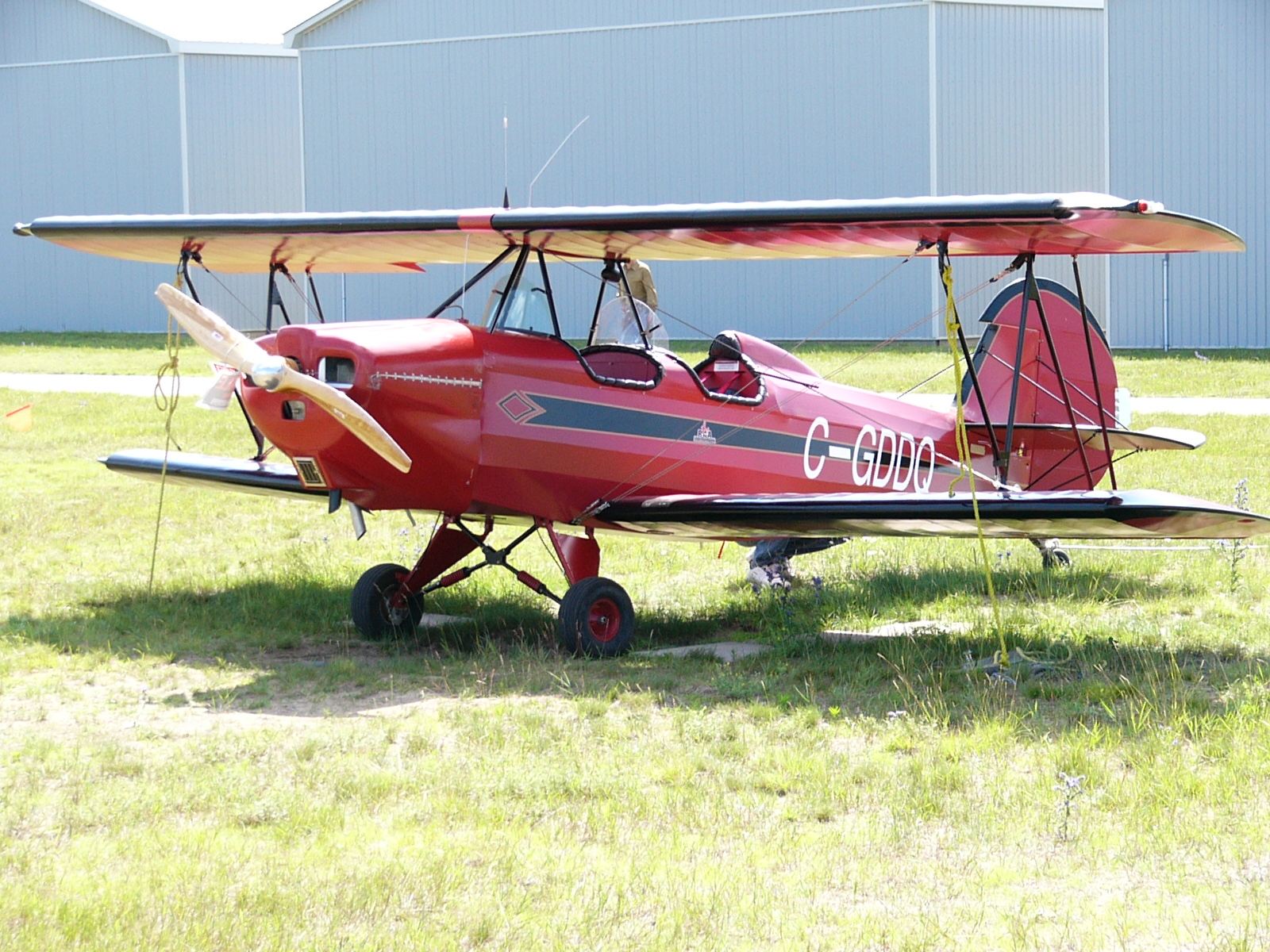
فيشر سليبرتي
- غرومان أمريكان إيه إيه-1
- كيلي دي
- لوكاس إل 6 ايه
- لوكاس إل 6 بي
- لوكاس إل 7
- ميرفي إيليت
- ميرفي ريبل
- نيكسر إل اس 1
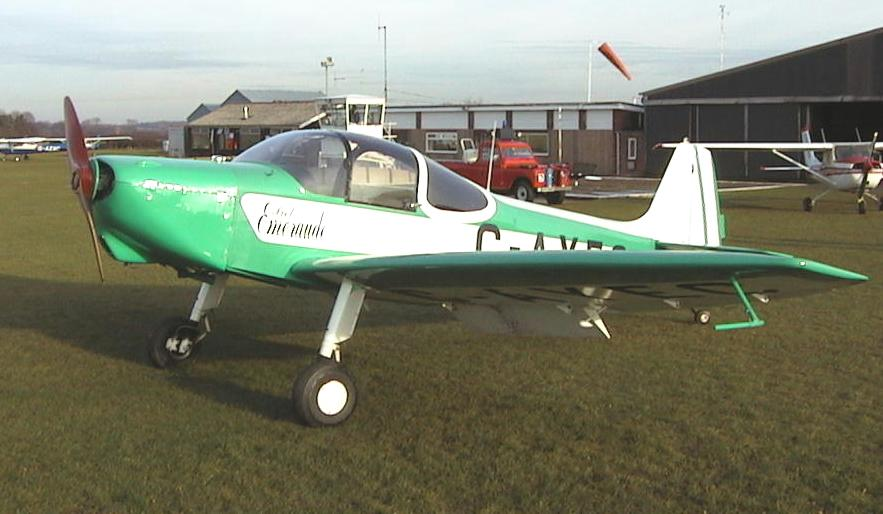
بيل إيميراود
- بينا جوكر
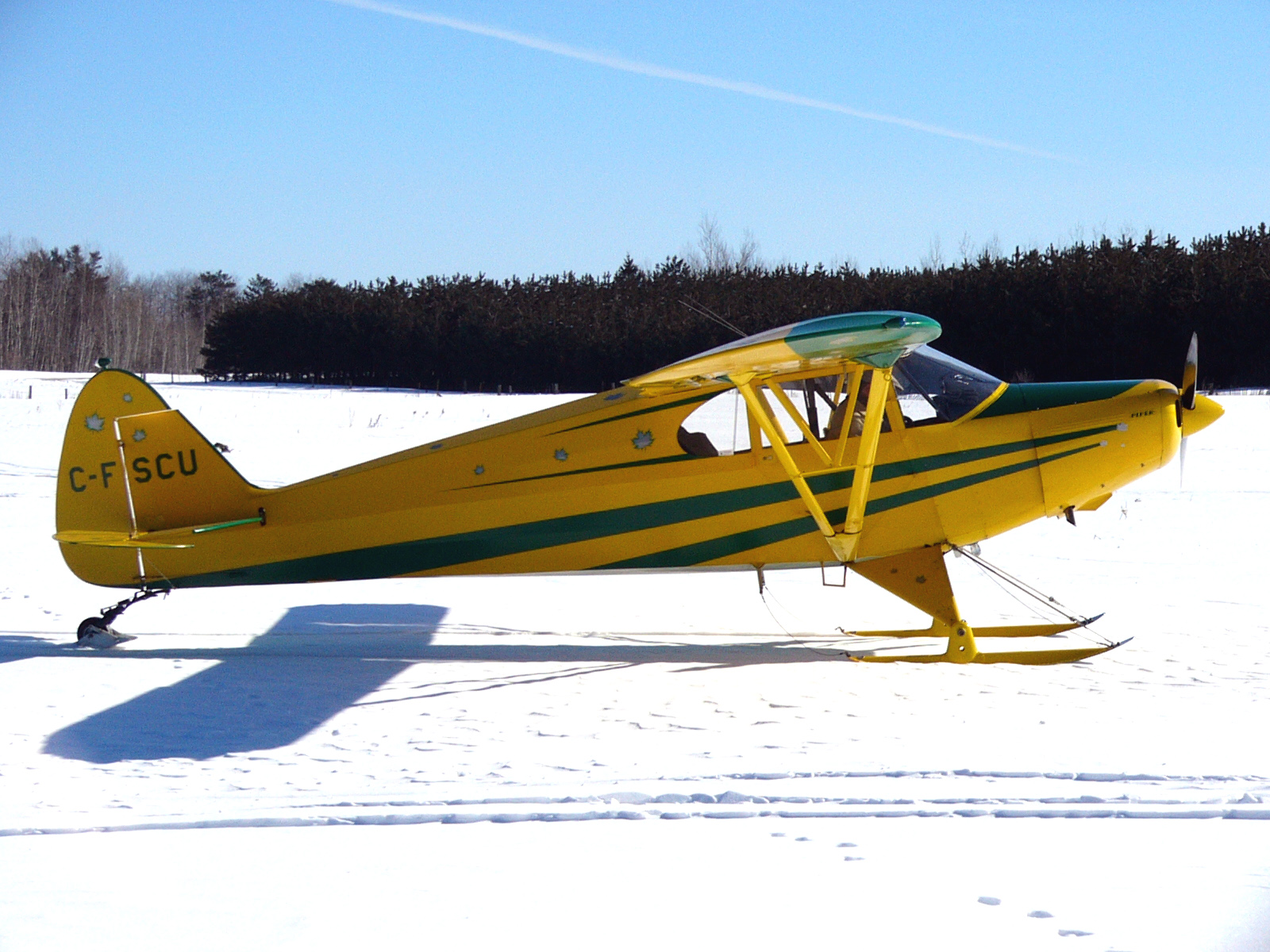
بايبر بي ايه 12
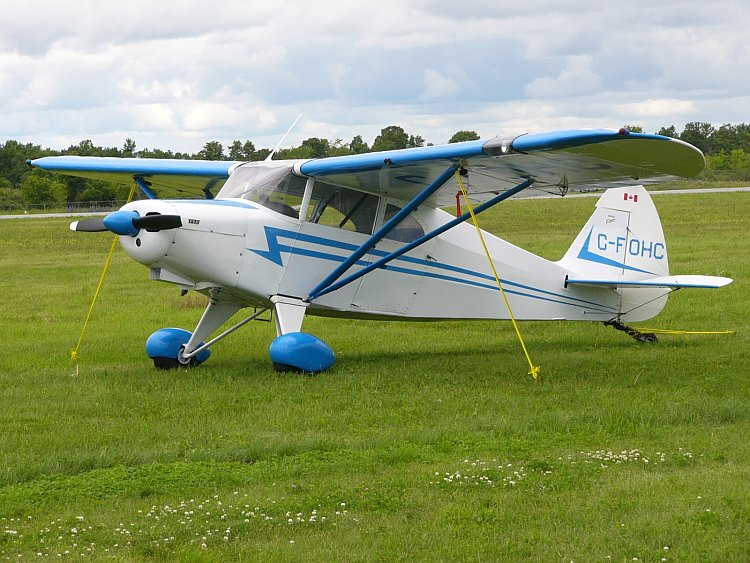
بايبر بي ايه 16 كليبر
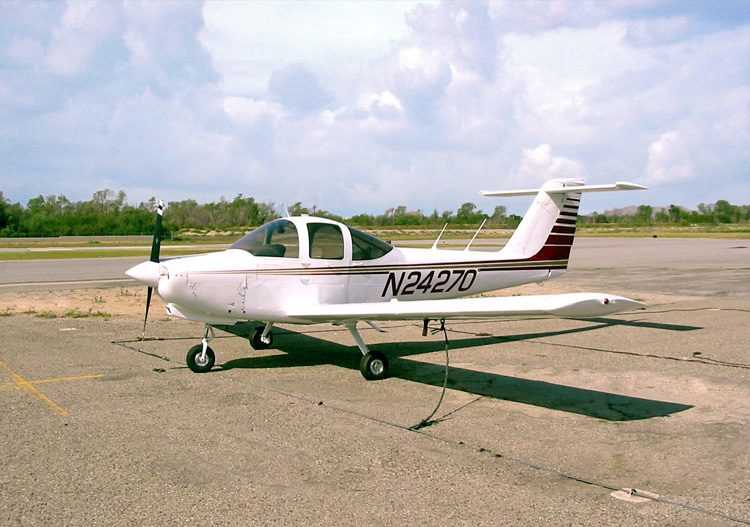
بايبر بي ايه 20 بيسر
- بايبر بي ايه 29 بابوس
- بايبر بي ايه 38 تومهاوك
- بريسيبتور ستول كينج
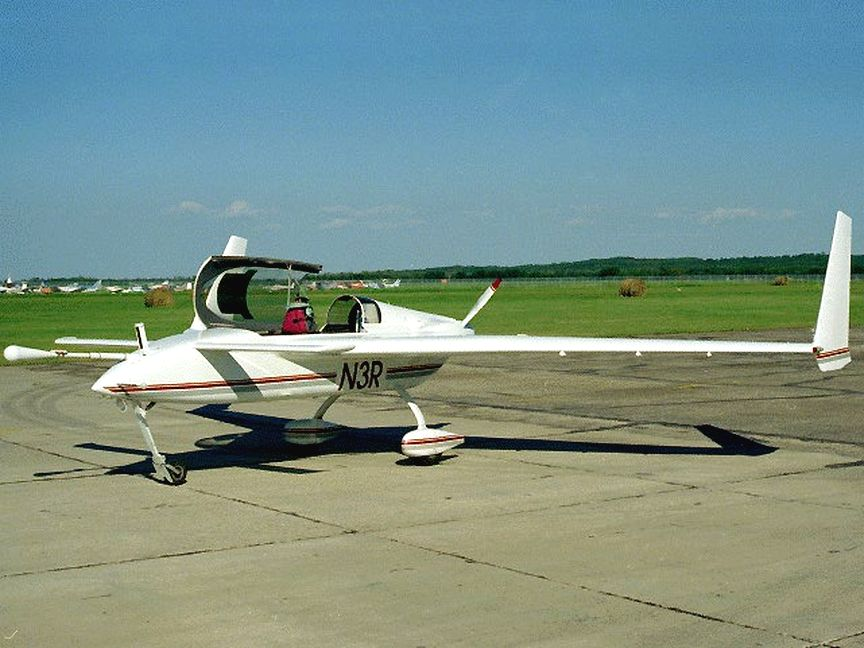
روتان لونج إي زد
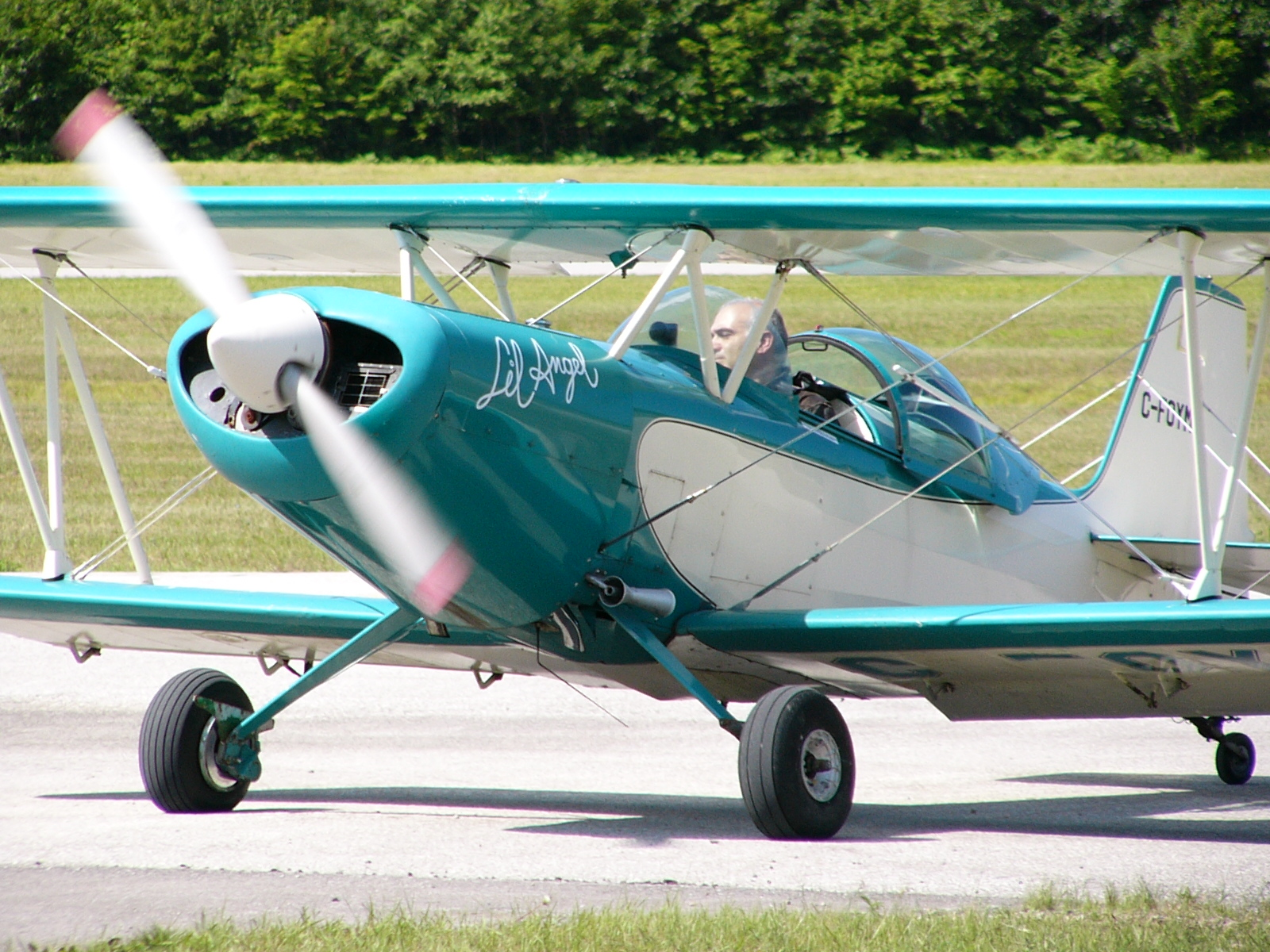
سميث مينيبلان
- استرن اس تي 87 فيجا
- ستورم سي ستورم
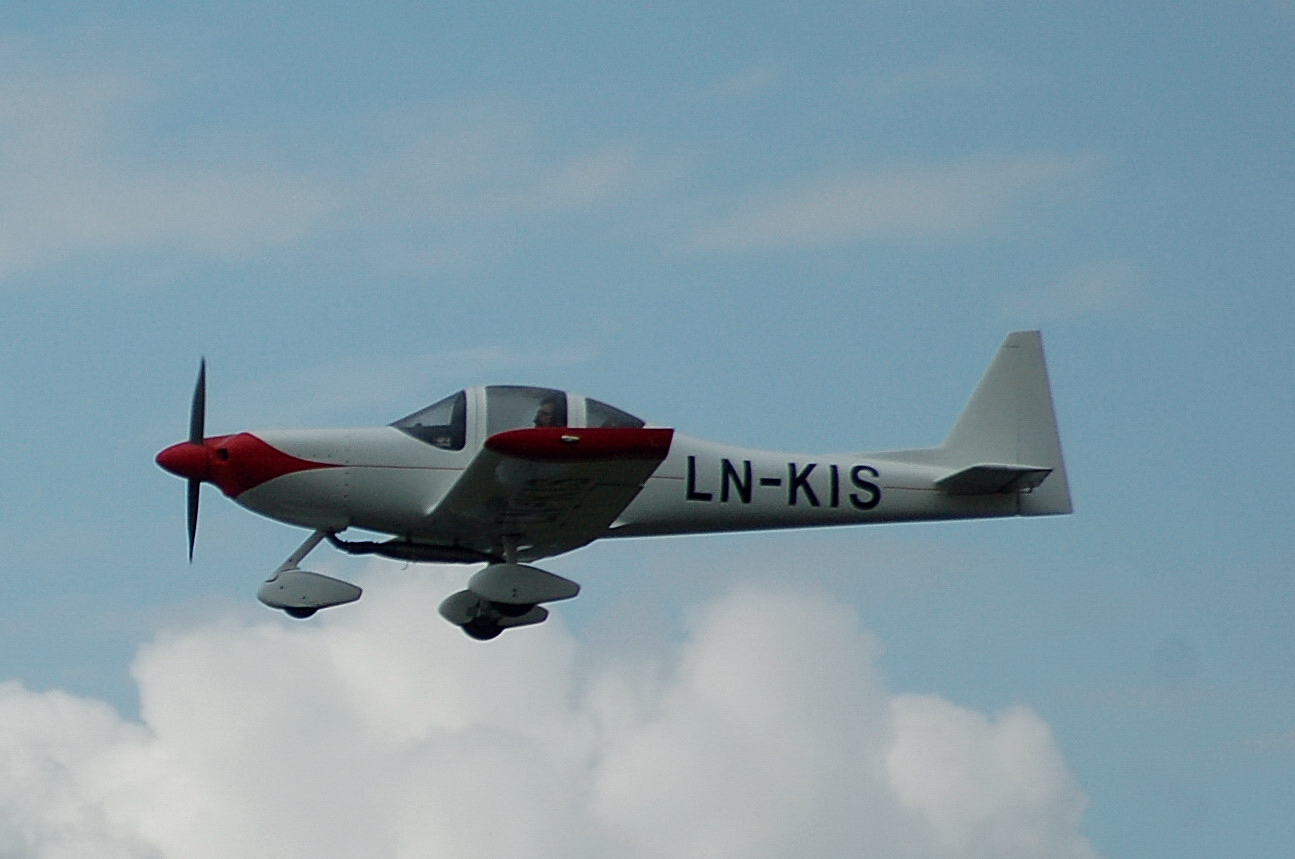
تراي أر كيه أي اس تي أر 1
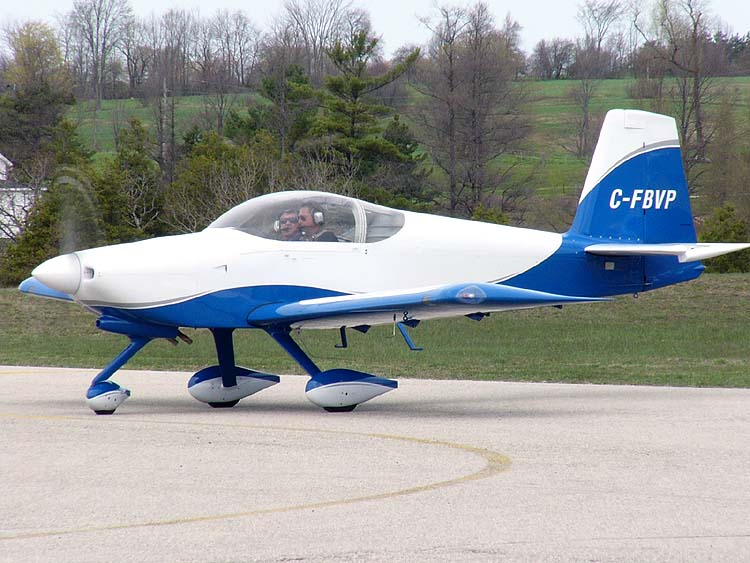
طائرة فان أر في 9
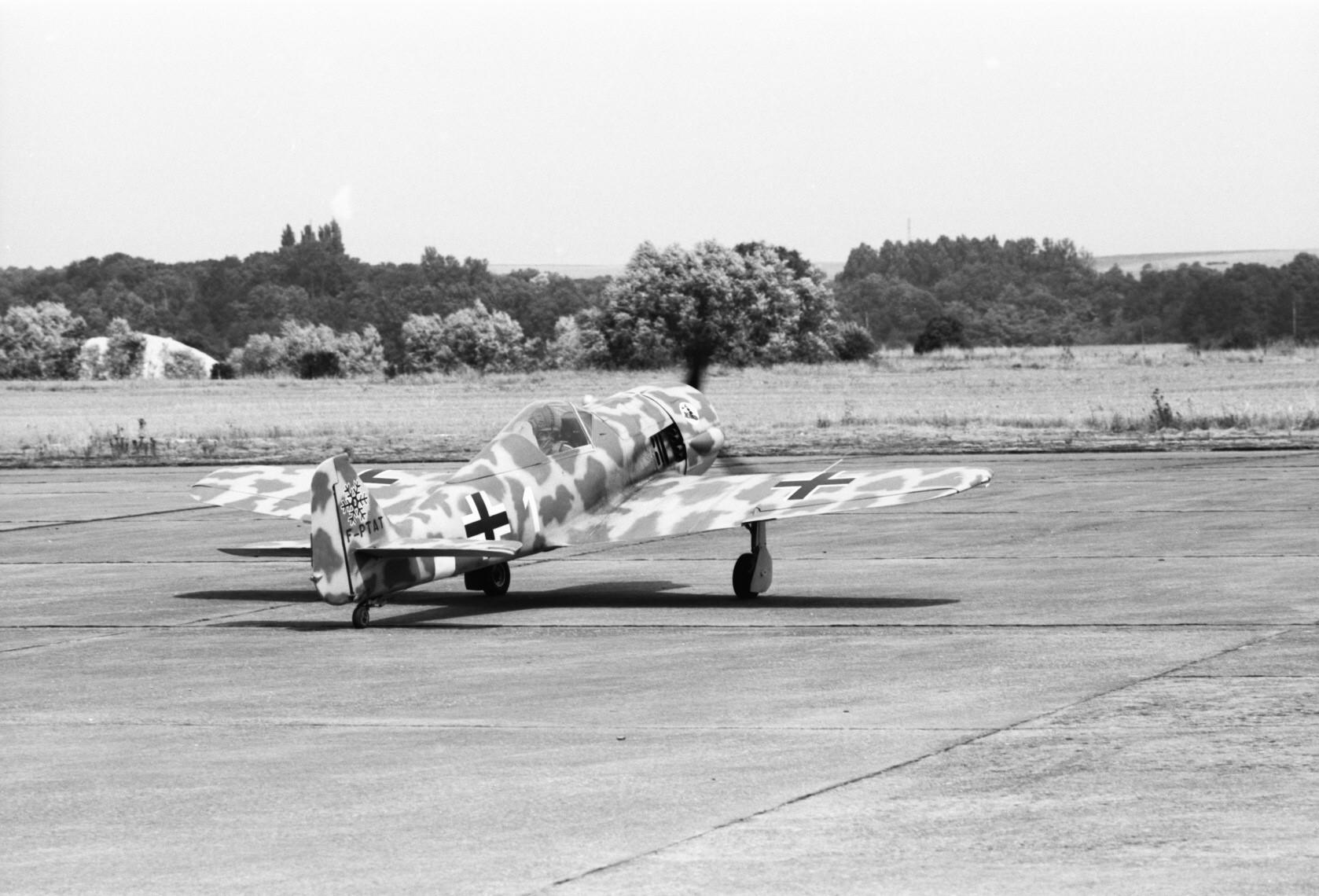
دبليو ايه أر فوك ولف 190

- ايرو بويرو إيه بي-115
- ايه إم دي ألورس
- سيسنا 152
- فالكونار إف 11 الرياضية
- فيشر سليبرتي
- بيل إيميراود
- بايبر بي ايه 12
- بايبر بي ايه 16 كليبر
- بايبر بي ايه 38 تومهاوك
- روتان لونج إي زد
- سميث مينيبلان
- تراي أر_كيه أي اس تي أر_1
- طائرة فان أر في 9
- دبليو ايه أر فوك ولف 190

## المواصفات (فئة أو 235 سي)

### مواصفات عامة
- النوع: محرك طائرة مسطح رباعي يُبرد بالهواء.
- قطر الأسطوانة: 111.1 مم.
- الشوط: 98.4 مم.
- سعة المحرك: 3.823 لتر.
- الوزن الصافي: 108.9 كجم.

### المكونات
- سلسة صمامات: صمامات علوية مشغلة بأعمدة دفع.
- شاحن توربيني فائق: شاحن توربيني فائق طارد مركزي مرحلة واحدة، بترس تخفيض سرعة نسبته 1:11
- نظام الوقود: مكربن.
- نوع الوقود: بنزين الطائرات ذو رقم أوكتان 87/80.
- نظام التبريد: تبريد بالهواء.

### الأداء
- القدرة الناتجة: 100 حصان (75 كيلو وات).
- كثافة القدرة: 0.57 حصان/بوصة مكعبة (26 كيلو وات/لتر).
- نسبة الانضغاط: 1:6.5

## روابط خارجية
- محركات ليكومينغ الفئة 235 سي